# 여천천
여천천(呂川川)은 울산광역시 남구 달동에서 발원하여 동류하다가 울산만으로 흘러드는 하천이다. 2011년 11월 28일 이 하천 부근에서 희망고래선 준공식을 개최했다.